# Ernst Streit
Ernst Streit (* 16. April 1909 in Brenzikofen; † 24. Juni 1955 in Chaumont, heimatberechtigt in Belpberg) war ein Schweizer Maler und Grafiker. Sein Werk umfasst vor allem Landschaftsbilder sowie Lithografien, Monotypien, Holz- und Linolschnitte.

## Leben und Werk
Ernst Streit war ein Sohn eines Landwirtes und wuchs mit zehn Geschwistern in Brenzikofen auf. In Steffisburg absolvierte er eine Malerlehre und besuchte ab 1933 die Allgemeine Gewerbeschule Basel. Dort wurde er u. a. von Arnold Fiechter und Hermann Meyer unterrichtet. Streit war mit den Berner Künstlern Gustav Stettler, Ernst Baumann, Fritz Ryser und Ernst Wolf (1915–2007) befreundet.
Streit war Mitglied der Sektion Basel der Gesellschaft schweizerischer Maler, Bildhauer und Architekten (GSMBA). Von 1947 bis 1955 schuf er wie viele Künstler in Basel im Larvenatelier Tschudin zahlreiche Basler Künstlerlarven für die Basler Fasnacht. In Basel teilte er sich eine Wohnung mit Gian Casty.
Seine Landschaftsbilder entstanden am Rheinknie, an der Birs, im Birsigtal sowie in der Umgebung von Paris und an der Seine. Ausser in den Kriegsjahren lebte er ab 1935 regelmässig und für längere Zeit in Paris und wohnte an der Place de Clichy. 1948 hielt sich Streit in Sizilien, später dreimal in Katalonien auf.
Auf dem Rückweg von Paris nach Basel stürzte Ernst Streit im Juni 1955 mit seinem Motorrad, das vollgepackt mit Arbeiten war, die er während seines dreiwöchigen Aufenthaltes in Paris angefertigt hatte, auf der Hochebene von Langres. Wenige Minuten nach der Einlieferung in das Spital von Chaumont verschied er. Streit hinterliess seine Frau mit einer gemeinsamen Tochter.